# Transfiguratiekathedraal (Kaišiadorys)
De Kathedraal van de Transfiguratie van de Heer (Litouws: Kaisiadoriu Kristaus Atsimainymo Katedra) is een katholieke kerk in Kaišiadorys, Litouwen. Het kerkgebouw is de bisschopskerk van het bisdom Kaišiadorys.

## Geschiedenis
De bouw van de neogotieke kerk van rode baksteen werd in 1931 voltooid. De wijding vond plaats in 1936. De zes altaren, de kansel, de houten kerkbanken, de neobarokke biechtstoelen, het koorgestoelte en de cathedra dateren uit de periode 1928-1933. 
In de toren hangen drie klokken. De oudste klok dateert uit 1665. De klok wordt weliswaar niet meer geluid, maar wordt als monument van nationaal belang erkend.    
Omdat tot het einde van het Sovjet-bewind in 1990 het vieren van heilige missen in de kerk verboden was. Pas na het herstel van de Litouwse onafhankelijkheid kon de katholieke kerk in de stad weer aan invloed winnen.